# Sivas (tartomány)
Sivas tartomány Törökország központi részétől kissé keletre, Anatóliában helyezkedik el. Szomszédos tartományai: Kahramanmaraş, Kayseri, Yozgat, Tokat, Ordu, Giresun, Gümüşhane, Erzincan és Malatya.

## Közigazgatás
Tizenhét körzetre (ilcse) oszlik: Akıncılar, Altınyayla, Divriği, Doğanşar, Gemerek, Gölova, Gürün, Hafik, İmranlı, Kangal, Koyulhisar, Şarkışla, Sivas, Suşehri, Ulaş, Yıldızeli, Zara.

## Külső hivatkozások
Koordináták: é. sz. 39° 31′ 11″, k. h. 37° 17′ 42″39.519722°N 37.295000°E